# Masseeëlla capparis
Masseeëlla capparis är en svampart som först beskrevs av Hobson bis ex Cooke, och fick sitt nu gällande namn av Dietel 1895. Masseeëlla capparis ingår i släktet Masseeëlla, ordningen Pucciniales, klassen Pucciniomycetes, divisionen basidiesvampar och riket svampar.   Inga underarter finns listade i Catalogue of Life.